# Charalambos Xanthopoulos
Charalambos (Babis) Xanthopoulos (29 de agosto de 1956) é um ex-futebolista profissional grego que atuava como meia.

## Carreira
Charalambos Xanthopoulos defendeu a Seleção Grega de Futebol, na histórica presença na Euro 1980.

## Ligações Externas
- Perfil em Fifa.com (em inglês)